# الکتروفورز مویینه‌ای
الکتروفورز مویینه‌ (انگلیسی: Capillary electrophoresis) یک روش جداسازی الکتروسینتیکی است که در لوله‌های مویین با قطر زیر یک میلی‌متر اعمال می‌شود. در این روش، مهاجرت اجزای نمونه با سرعت‌های متغیر در اثر میدان الکتریکی بکار رفته در یک لوله مویین با قطر کوچک و از جنس سیلیس که با پلی‌آمید پوشش داده شده‌است، صورت می‌گیرد. برای آشکارسازی اجزای نمونه از آنالیز فلورسنس یا طیف‌سنجی به وسیلهٔ دریچه‌ای در لوله مویین استفاده می‌گردد. الکتروکوچ مویینه‌ای در شناسایی توالی DNA، فراکافت پروتیین‌ها، پپتیدها، ترکیبات کایرال، داروها، یون‌های معدنی، خودسامانی، شناسایی و جداسازی نانومواد و آنالیزهای جنایی کاربرد دارد.
اغلب، CE به کپیلاری الکتروفورز ناحیه ( capillary zone electrophoresis) اشاره دارد، اما سایر تکنیک‌های الکتروفورتیک از جمله ژل کپیلاری الکتروفورز (3CGE)، تمرکز ایزوالکتریک کپیلاری(4CIEF)، ایزوتااکوفورز کپیلاری و کروماتوگرافی الکتروکینتیک میسلی (5MEKC) نیز به این دسته از روش‌ها تعلق دارند. در روش های CE، آنالیت ها از طریق محلول های الکترولیت تحت تأثیر میدان الکتریکی مهاجرت می کنند. آنالیت ها را می توان بر اساس تحرک یونی و/یا تقسیم به فاز متناوب از طریق برهمکنش های غیر کووالانسی جدا کرد. علاوه بر این، آنالیت ها ممکن است با استفاده از گرادیان ها در رسانایی و pH تغلیظ یا "متمرکز" شوند.

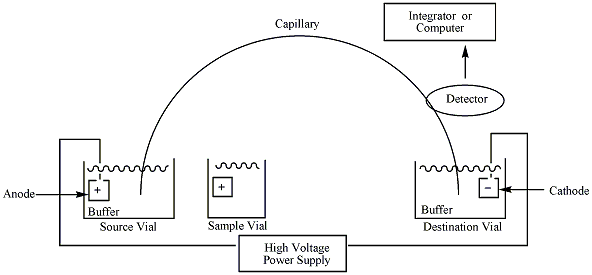
نمودار کلی الکتروکوچ مویینه‌ای

## سازوکار
ابزار مورد نیاز برای انجام CE نسبتا ساده است. شماتیک اولیه یک سیستم CE در شکل زیر نشان داده شده است. اجزای اصلی سیستم عبارتند از یک ویال نمونه، ویال های منبع و مقصد، یک کپیلاری، الکترودها، یک منبع تغذیه با ولتاژ بالا، یک آشکارساز، و یک دستگاه خروجی و انتقال داده. ویال منبع، ویال مقصد و مویرگی با یک الکترولیت مانند محلول بافر آبی پر می شوند. برای وارد کردن نمونه، ورودی کپیلاری داخل ویال حاوی نمونه قرار می گیرد. نمونه از طریق عمل موئینگی، فشار، سیفون کردن یا الکتروکینتیک وارد کپیلاری می شود و سپس کپیلاری به ویال منبع که حاوی بافر است بازگردانده می شود. مهاجرت آنالیت ها توسط یک میدان الکتریکی شروع می شود که بین ویال های منبع و مقصد اعمال می شود و توسط منبع تغذیه با ولتاژ بالا به الکترودها عرضه می شود. در رایج ترین حالت CE، همه یون ها، مثبت یا منفی، توسط جریان الکترواسموتیک از طریق کپیلاری در یک جهت کشیده می شوند. آنالیت ها در حین مهاجرت به دلیل تحرک الکتروفورتیک از هم جدا می شوند و در نزدیکی انتهای خروجی کپیلاری تشخیص داده می شوند. خروجی آشکارساز به یک خروجی داده مانند کامپیوتر ارسال می شود. سپس داده ها به عنوان یک الکتروفروگرام نمایش داده می شوند که پاسخ آشکارساز را به عنوان تابعی از زمان گزارش می کند. ترکیبات شیمیایی جدا شده به صورت پیک هایی با زمان های مهاجرت متفاوت در یک الکتروفروگرام ظاهر می شوند. الکتروفورز موئینه برای اولین بار توسط ریچارد دی اسمیت و همکارانش با طیف سنجی جرمی ترکیب شد و حساسیت بسیار بالایی را برای آنالیز نمونه هایی با اندازه های بسیار کوچک فراهم می کند. علی‌رغم اندازه‌های بسیار کوچک نمونه (معمولاً تنها چند نانولیتر مایع به داخل مویرگ وارد می‌شود)، حساسیت بالا و پیک‌های تیز تا حدی به دلیل استراتژی‌های تزریق به دست می‌آیند که منجر به تغلیظ آنالیت‌ها در یک منطقه باریک در نزدیکی ورودی لوله می‌شود. این امر یا با فشار یا تزریق الکتروکینتیک به سادگی با تعلیق نمونه در یک بافر با رسانایی کمتر (به عنوان مثال غلظت نمک کمتر) نسبت به بافر انتقال به دست می آید. فرآیندی به نام field-amplified sample stacking (شکل ایزوتااکوفورز) منجر به تغلیظ آنالیت در ناحیه باریکی در مرز بین نمونه با رسانایی پایین و بافر انتقال با رسانایی بالاتر می‌شود.

## شناسایی:
جداسازی انجام شده توسط الکتروفورز موئینه توسط چندین دستگاه تشخیص قابل شناسایی است. اکثر سیستم های تجاری از جذب UV یا UV-Vis به عنوان روش اصلی تشخیص خود استفاده می کنند. در این سیستم ها، بخشی از خود کپیلاری به عنوان حفره تشخیص استفاده می شود. استفاده از شناسایی روی لوله امکان تشخیص آنالیت های جدا شده را بدون از دست دادن وضوح را می دهد. به طور کلی، برای افزایش انعطاف پذیری لوله های موئینه مورد استفاده در الکتروفورز موئینه ،این لوله ها با یک پلیمر (اغلب پلی آمید یا تفلون) پوشش داده می شوند. با این حال، بخشی از کپیلاری مورد استفاده برای تشخیص UV باید از نظر نوری شفاف باشد. برای لوله های موئینه با پوشش پلی‌آمید، بخشی از پوشش معمولاً سوزانده یا خراشیده می‌شود تا پنجره‌ای به طول چند میلی‌متر ایجاد شود. طول مسیر سلول تشخیص در الکتروفورز موئینه (~ 50 میکرومتر) بسیار کمتر از یک سلول UV متداول (~ 1 سانتی متر) است. برای بهبود حساسیت، طول مسیر را می توان افزایش داد، اگرچه این منجر به از دست دادن رزولوشن می شود. خود کپیلاری را می توان در نقطه تشخیص منبسط کرد و یک "سلول حباب" با طول مسیر طولانی تر ایجاد کرد یا می توان لوله های اضافی را در نقطه تشخیص همانطور که در شکل 2 نشان داده شده است اضافه کرد. اما هر دوی این روش ها رزولوشن را کاهش می دهند. با این حال، هر دوی این روش ها وضوح جداسازی را کاهش می دهند. اگر یک برآمدگی  ملایم ویکنواخت در دیواره موئینه با حرارت و فشار ایجاد شود، این کاهش تقریباً غیر قابل توجه است، زیرا جریان پلاگ (جریان یکنواخت) می تواند حفظ شود. این اختراع توسط گری گوردون، ثبت اختراع ایالات متحده 5061361، معمولاً طول مسیر جذب را سه برابر می کند. هنگامی که با یک آشکارساز جذب UV استفاده می شود، سطح مقطع گسترده تر آنالیت در سلول اجازه می دهد تا یک پرتو روشنایی دو برابر بزرگتر ایجاد شود، که shot noise را تا دو برابر کاهش می دهد. این دو فاکتور با هم، حساسیت آشکارساز سلول CE حبابی شرکت Agilent Technologies را شش برابر بیشتر از لوله های مویئنه مستقیم افزایش می دهند.
ردیابی فلورسانس همچنین می تواند در الکتروفورز موئینه برای نمونه هایی که به طور طبیعی فلورسانس دارند یا از نظر شیمیایی اصلاح شده اند تا حاوی برچسب های فلورسنت باشند استفاده شود. این حالت تشخیص حساسیت بالا و گزینش پذیری بهبود یافته را برای این نمونه ها ارائه می دهد، اما نمی تواند برای نمونه هایی که فلورسانس ندارند استفاده شود. استراتژی های برچسب گذاری متعددی برای ایجاد مشتقات فلورسنت یا ادغام مولکول های غیر فلورسنت، از جمله پروتئین ها و DNA استفاده می شود. تنظیم برای تشخیص فلورسانس در یک سیستم الکتروفورز موئینه می تواند پیچیده باشد. این روش مستلزم آن است که پرتو نور بر روی کپیلاری متمرکز شود، که می تواند برای بسیاری از منابع نور دشوار باشد. فلورسانس ناشی از لیزر در سیستم‌های CE با محدودیت‌های تشخیص کمتر از 10-18 تا 10-21 mol استفاده شده است. حساسیت این تکنیک به شدت بالای نور فرودی و توانایی تمرکز دقیق نور بر روی مویرگ نسبت داده می شود. تشخیص فلورسانس چند رنگ را می توان با گنجاندن چندین آینه دو رنگ و فیلترهای باند برای جداسازی انتشار فلورسانس در بین آشکارسازهای متعدد (به عنوان مثال، لوله های مولتی پلایر نور)، یا با استفاده از یک منشور یا گریتینگ برای نمایش انتشار فلورسانس با تفکیک طیفی بر روی یک آشکارساز حساس به موقعیت به دست آورد. سیستم‌های CE با سیستم‌های تشخیص LIF 4 و 5 رنگ به طور معمول برای توالی‌یابی DNA مویرگی و کاربردهای ژنوتیپ ("اثرانگشت DNA") استفاده می‌شوند.
برای به شناسایی اجزای نمونه، الکتروفورز موئینه را می توان مستقیماً با طیف سنج های جرمی Surface Enhanced Raman Spectroscopy (SERS) جفت کرد. در اکثر سیستم ها، خروجی مویرگی به منبع یونی وارد می شود که از یونیزاسیون الکترواسپری (ESI) استفاده می کند. سپس یون های ایجاد شده توسط طیف سنج جرمی آنالیز می شوند. این روش به محلول های بافری فراری نیاز دارد که بر دامنه حالت‌های جداسازی ک می توان استفاده نمود و درجه رزولوشن قابل دستیابی تأثیر می‌گذارد. اندازه گیری وآنالیزبیشتر توسط متخصص انجام می شود.
برای CE-SERS، شوینده های الکتروفورز موئینه را می توان بر روی یک بستر فعال SERS قرار داد. زمان ماند آنالیت را می توان با حرکت دادن بستر فعال SERS با سرعت ثابت در طول الکتروفورز مویرگی به فاصله فضایی تبدیل کرد. این به تکنیک طیف‌سنجی بعدی اجازه می‌دهد تا برای شناسایی با حساسیت بالا، روی شوینده‌های خاص اعمال شود. بسترهای فعال SERS را می توان انتخاب کرد که با طیف آنالیت ها تداخل نداشته باشد.

## حالت های جداسازی
جداسازی ترکیبات توسط الکتروفورز موئینه به مهاجرت افتراقی آنالیت ها در میدان الکتریکی اعمال شده بستگی دارد. سرعت مهاجرت الکتروفورتیک یک آنالیت به سمت الکترود با بار مخالف عبارت است از:{\displaystyle u_{p}=\mu _{p}E\,}تحرک الکتروفورتیک را می توان به صورت تجربی از زمان مهاجرت و قدرت میدان تعیین کرد:{\displaystyle \mu _{p}=\left({\frac {L}{t_{r}}}\right)\left({\frac {L_{t}}{V}}\right)}که در آن L فاصله ورودی تا نقطه تشخیص، tr زمان لازم برای رسیدن آنالیت به نقطه تشخیص (زمان مهاجرت)، V ولتاژ اعمال شدهو Lt طول کل کپیلاری است. از آنجایی که فقط یون های باردار تحت تأثیر میدان الکتریکی قرار می گیرند، آنالیت های خنثی به خوبی توسط الکتروفورز موئینه جدا می شوند.
سرعت مهاجرت یک آنالیت در الکتروفورز موئینه نیز به سرعت جریان الکترواسموتیک (EOF) محلول بافر بستگی دارد. در یک سیستم معمولی، جریان الکترواسموتیک به سمت کاتد دارای بار منفی هدایت می شود به طوری که بافر از طریق کپیلاری  از ویال منبع به ویال مقصد جریان می یابد. آنالیت‌ها که با تحرک‌های الکتروفورتیک متفاوت از هم جدا می‌شوند، به سمت الکترود با بار مخالف مهاجرت می‌کنند. در نتیجه، آنالیت‌های با بار منفی ، برخلاف EOF، به سمت آند با بار مثبت جذب می‌شوند، در حالی که آنالیت‌های با بار مثبت موافق با جهت  EOF به کاتد جذب می‌شوند. که در شکل زیر نشان داده شده است.
سرعت جریان الکترواسموتیک را می توان به صورت     {\displaystyle u_{o}=\mu _{o}E}  نوشت.
که در آن {\displaystyle u_{o}} تحرک الکترواسموتیک است که به صورت {\displaystyle \mu _{o}={\frac {\epsilon \zeta }{\eta }}} تعریف می شود. که در آن {\displaystyle \zeta } پتانسیل زتای دیواره کپیلاری است،و {\displaystyle \epsilon } اپسیلون گذردهی نسبی محلول بافر است 
به طور تجربی، تحرک الکترواسموتیک را می توان با اندازه گیری زمان ماند یک آنالیت خنثی تعیین کرد. سپس سرعت {\displaystyle (u)}یک آنالیت در میدان الکتریکی را می توان به صورت زیر تعریف کرد:
{\displaystyle u_{p}+u_{o}=(\mu _{p}+\mu _{o})E}
از آنجایی که جریان الکترواسموتیک محلول بافر عموماً از تحرک الکتروفورتیک آنالیت ها بیشتر است، همه آنالیت ها همراه با محلول بافر به سمت کاتد حمل می شوند. حتی آنیون‌های کوچک با سه بار شارژ نیز می‌توانند توسط EOF نسبتاً قدرتمند محلول بافر به سمت کاتد هدایت شوند. آنالیت های دارای بار منفی به دلیل تحرکات الکتروفورتیک متناقضشان، مدت بیشتری در کپیلاری باقی می مانند. ترتیب مهاجرت که توسط آشکارساز مشاهده می شود در شکل 3 نشان داده شده است: کاتیون های چندباره کوچک به سرعت مهاجرت می کنند و آنیون های چند باردار کوچک به شدت حفظ می شوند.
جریان الکترواسموتیک زمانی مشاهده می شود که یک میدان الکتریکی به محلولی در یک مویین که بارهای ثابتی روی دیواره داخلی آن دارد اعمال شود. هنگامی که یک محلول بافر در داخل کپیلاری قرار می گیرد، بار در سطح داخلی کپیلاری انباشته می شود. در یک کپیلاری سیلیس ذوب شده، در pH  بالاتر از سه ،گروه‌های سیلانول (Si-OH) متصل به دیواره داخلی کپیلاری به گروه‌های سیلانوات با بار منفی (Si-O-) یونیزه می‌شوند. یونیزاسیون دیواره کپیلاری را می توان با عبور یک محلول بازی، مانند NaOH یا KOH از داخل کپیلاری ، قبل از محلول بافر، افزایش داد. کاتیون‌های با بار مثبت بافر که به گروه‌های سیلانوئات با بار منفی جذب می‌شوند، دو لایه داخلی کاتیونی (به نام لایه دوگانه منتشر یا لایه دوگانه الکتریکی) روی دیواره مویرگ تشکیل می‌دهند که در شکل 4 نشان داده شده است. لایه اول به آن اشاره شده است.
لایه اول به عنوان لایه ثابت نامیده می شود زیرا محکم به گروه های سیلانوات نگه داشته می شود. لایه بیرونی که لایه متحرک نامیده می شود، از گروه های سیلانوات دورتر است. با اعمال میدان الکتریکی لایه کاتیون متحرک در جهت کاتد که دارای بار منفی است کشیده می شود. از آنجایی که این کاتیون ها حل شده اند، محلول بافر حجیم با لایه متحرک مهاجرت می کند و باعث جریان الکترواسموتیک محلول بافر می شود.سایر کپیلاری ها از جمله کپیلاری های تفلون نیز جریان الکترواسموتیک را نشان می دهند. EOF این کپیلاری ها احتمالاً نتیجه جذب یون‌های باردار الکتریکی بافر بر روی دیواره‌های کپیلاری است. 
مقدار EOF به قدرت میدان و چگالی بار دیواره کپیلاری بستگی دارد. جریان الکترواسموتیک با pH افزایش می یابد تا زمانی که تمام سیلانول های موجود که دیواره کپیلاری را پوشانده اند به طور کامل یونیزه شوند.
در شرایط خاصی که جریان الکترواسموتیک قوی به سمت کاتد مورد نظر نمی باشد ، سطح داخلی مویرگ را می توان با پلیمرها، سورفکتانت ها یا مولکول های کوچک پوشاند تا الکترواسموز را به سطوح بسیار پایین کاهش دهد و جهت طبیعی مهاجرت را بازیابی کند (آنیون ها به سمت آند، کاتیون ها به سمت کاتد). ابزار دقیق CE معمولاً شامل منابع تغذیه با قطبیت برگشت پذیر است که به همان ابزار اجازه می دهد در حالت "عادی" (با EOF و شناسایی نزدیک به انتهای کاتدی کپیلاری) و حالت "معکوس" (با EOF سرکوب شده یا معکوس و تشخیص نزدیک انتهای آندی کپیلاری استفاده شود. یکی از رایج ترین رویکردها برای ممانعت  EOF که توسط Stellan Hjertén در سال 1985 گزارش شد، ایجاد یک لایه پلی آکریل آمید خطی که  به صورت  کووالانسی متصل است می باشد. سطح سیلیس کپیلاری ابتدا با یک معرف سیلان حاوی یک گروه وینیل قابل پلیمریزاسیون (به عنوان مثال 3 متاکریلوکسی پروپیل تری متوکسی سیلان) اصلاح می شود و سپس مونومر آکریل آمید و آغازگر رادیکال آزاد معرفی می شود. آکریل آمید در محل پلیمریزه می شود و زنجیره های خطی بلندی را تشکیل می دهد که برخی از آنها به صورت کووالانسی به معرف سیلان متصل به دیواره متصل می شوند. استراتژی های متعدد دیگری برای اصلاح کووالانسی سطوح کپیلاری وجود دارد. پوشش‌های دینامیک یا جذب شده (که می‌تواند شامل پلیمرها یا مولکول‌های کوچک باشد) نیز رایج است. به عنوان مثال، در توالی یابی کپیلاری DNA، پلیمر غربال کننده (معمولاً پلی دی متیل آکریل آمید) جریان الکترواسموتیک را تا سطوح بسیار پایین سرکوب می کند. علاوه بر تعدیل جریان الکترواسموتیک، پوشش‌های دیواره کپیلاری همچنین می‌توانند به منظور کاهش برهم‌کنش بین آنالیت‌های چسبنده (مانند پروتئین‌ها) و دیواره کپیلاری عمل کنند. چنین فعل و انفعالات دیوار-آنالیت، اگر شدید باشد، به صورت کاهش راندمان پیک، قله های نامتقارن (دم) یا حتی از دست دادن کامل آنالیت به دیواره مویرگی ظاهر می شود.
کارایی و وضوح

تعداد صفحات نظری یا راندمان جداسازی در الکتروفورز مویرگی به صورت زیر بدست می آید:{\displaystyle N={\frac {\mu V}{2D_{m}}}}که در آن N تعداد صفحات نظری است، µ تحرک ظاهری در محیط جداسازی و Dm ضریب انتشار آنالیت است. با توجه به این معادله، راندمان جداسازی تنها با انتشار محدود می شود و متناسب با قدرت میدان الکتریکی است، اگرچه ملاحظات عملی قدرت میدان الکتریکی را به چند صد ولت در سانتی متر محدود می کند. استفاده از پتانسیل های بسیار بالا (بیش از 20-30 کیلوولت) ممکن است منجر به ایجاد قوس یا شکست کپیلاری شود. علاوه بر این، استفاده از میدان های الکتریکی قوی منجر به گرمایش مقاومتی (گرمای ژول) بافر در کپیلاری می شود. در قدرت میدان به اندازه کافی بالا، این گرمایش به اندازه کافی قوی است که گرادیان دمای شعاعی می تواند در داخل کپیلاری ایجاد شود. از آنجایی که تحرک الکتروفورتیک یون ها به طور کلی وابسته به دما است (به دلیل هر دو اثر یونیزاسیون وابسته به دما و ویسکوزیته حلال)، یک پروفایل دمایی غیر یکنواخت منجر به تغییر تحرک الکتروفورتیک در سراسر کپیلاری و از دست دادن رزولوشن می شود. شروع گرمایش قابل توجه ژول را می توان با ساختن "نقشه قانون اهم" تعیین کرد، که در آن جریان عبوری از مویین به عنوان تابعی از پتانسیل اعمال شده اندازه گیری می شود. در میدان های کوچک، جریان متناسب با پتانسیل اعمال شده (قانون اهم) است، در حالی که در میدان های بالاتر، جریان از خط مستقیم منحرف می شود زیرا گرمایش منجر به کاهش مقاومت بافر می شود. بهترین رزولوشن معمولاً در حداکثر قدرت میدانی به دست می‌آید که گرمایش ژول برای آن ناچیز است (یعنی نزدیک به مرز بین رژیم‌های خطی و غیرخطی نمودار قانون اهم). به طور کلی کپیلاری ‌های با قطر داخلی کوچک‌تر به دلیل بهبود اتلاف گرما و گرادیان‌های حرارتی کوچک‌تر نسبت به کپیلاری ‌های بزرگ‌تر از قدرت میدان بالاتر پشتیبانی می‌کنند، اما معایبی مانند حساسیت کمتر در تشخیص جذب به دلیل طول مسیر کوتاه‌تر، و دشواری بیشتر در وارد کردن بافر ونمونه به داخل کپیلاری دارند.(کپیلاری های کوچک به فشار بیشتر ویا زمان طولانی تری نیاز دارند تا مایعات را از طریق کپیلاری وارد کنند)

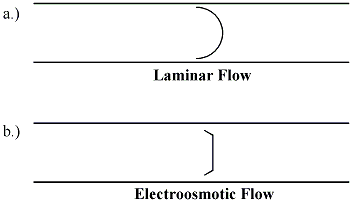

راندمان جداسازی کپیلاری الکتروفورز معمولاً بسیار بالاتر از کارایی سایر روش‌های جداسازی مانند HPLC است. برخلاف HPLC، در کپیلاری الکتروفورز انتقال جرم بین فازها وجود ندارد. علاوه بر این، مشخصات جریان در سیستم‌های مبتنی بر EOF، به جای مشخصات جریان آرام گرد، مشخصه جریان تحت فشار در ستون‌های کروماتوگرافی همانطور که در شکل 5 نشان داده شده است، صاف است. در نتیجه، EOF به طور قابل توجهی در پهن شدگی باند مانند کروماتوگرافی فشار محورنقشی ندارد.
وضوح جداسازی(رزولوشن)کپیلاری الکتروفورز را می توان به صورت زیر نوشت:{\displaystyle R_{s}={\frac {1}{4}}\left({\frac {\triangle \mu _{p}{\sqrt {N}}}{\mu _{p}+\mu _{o}}}\right)}با توجه به این معادله، حداکثر وضوح زمانی حاصل می شود که تحرکات الکتروفورتیک و الکترواسموتیک از نظر بزرگی مشابه و در علامت مخالف باشند. علاوه بر این، می توان مشاهده کرد که رزولوشن بالا مستلزم سرعت کمتر و به تبع آن افزایش زمان آنالیز است. علاوه بر انتشار و گرمایش ژول (در بالا بحث شد)، عواملی که ممکن است رزولوشن در کپیلاری الکتروفورز را از محدودیت های تئوری در معادله بالا کاهش دهند، محدود به، عرض محدود پلاگ تزریق و پنجره تشخیص نیستند.عواملی همچون  برهمکنش بین آنالیت و دیواره کپیلاری ؛ تفاوت جزئی در ارتفاع مخازن سیال که منجر به پدیده سیفون می شود. بی نظمی در میدان الکتریکی به دلایلی، مانند برش ناقص انتهای کپیلاری ؛ کاهش ظرفیت بافری در مخازن؛ و الکترودیسپرسیون (زمانی که یک آنالیت رسانایی بالاتری نسبت به الکترولیت زمینه دارد)بر رزولوشن تاثیر می گذارند. شناسایی و به حداقل رساندن منابع متعدد پهن شدگی باند، کلید توسعه روش موفقیت آمیز درکپیلاری الکتروفورز است.

## کاربرد ها:
کپیلاری الکتروفورز ممکن است برای تعیین همزمان یون‌های NH4+، Na+، K+، Mg2+ و Ca2+ در بزاق استفاده یکی از کاربردهای اصلی CE در علم پزشکی قانونی، توسعه روش هایی برای تکثیر و تشخیص قطعات DNA با استفاده از واکنش زنجیره ای پلیمراز (PCR) است که منجر به پیشرفت های سریع و چشمگیری در تجزیه و تحلیل DNA پزشکی قانونی شده است. جداسازی DNA با استفاده از کپیلاری های نازک سیلیس ذوب شده CE 50 میلی متری پر شده با بافر غربال انجام می شود. این کپیلاری ها قابلیت های بسیار خوبی برای دفع گرما دارند که امکان استفاده از قدرت میدان الکتریکی بسیار بالاتری را نسبت به ژل الکتروفورز می دهد. بنابراین جداسازی در کپیلاری ها سریع و کارآمد است.
علاوه بر این، کپیلاری ها را می توان به راحتی دوباره پر کرد و برای تزریق های کارآمد و خودکار تغییر داد.
هر دو ابزار کپیلاری تکی و کپیلاری دسته ای در دسترس هستند و به کمک سیستم هایی که قادر به اجرای 16 نمونه یا بیشتر به طور همزمان برای افزایش توان عملیاتی استفاده می شوند. 
یکی از کاربردهای عمده CE توسط زیست شناسان پزشکی قانونی، تایپ STR از نمونه های بیولوژیکی برای ایجاد پروفایل از نشانگرهای ژنتیکی چندشکلی است که بین افراد متفاوت است. سایر کاربردهای نوظهور CE شامل تشخیص قطعات mRNA خاص برای کمک به شناسایی مایع بیولوژیکی یا منشاء بافت نمونه پزشکی قانونی است.
یکی دیگر از کاربردهای CE در پزشکی قانونی، تجزیه و تحلیل جوهر است، جایی که تجزیه و تحلیل جوهرهای چاپ جوهر افشان به دلیل جعل فزاینده مکرر اسناد چاپ شده توسط چاپگرهای جوهرافشان ضروری تر می شود. ترکیب شیمیایی جوهرها اطلاعات بسیار مهمی را در موارد جعلی بودن اسناد و اسکناس های تقلبی ارائه می دهد. کروماتوگرافی موئینه الکتروفورتیک میسلار (MECC) برای آنالیز جوهرهای استخراج شده از کاغذ ایجاد و مورد استفاده قرار گرفته شده است. به دلیل قدرت تفکیک بالای آن نسبت به جوهرهای حاوی چندین ماده شیمیایی مشابه، تفاوت بین جوهرهای تولید کننده یکسان نیز قابل تشخیص است. این باعث می شود که برای ارزیابی منشاء اسناد بر اساس ترکیب شیمیایی جوهرها مناسب باشد. شایان ذکر است که به دلیل سازگاری احتمالی کارتریج مشابه با مدل های مختلف چاپگر، تمایز جوهرها بر اساس پروفیل های الکتروفورتیک MECC آنها روش مطمئن تری برای تعیین کارتریج جوهر اصلی (تولید کننده و کارتریج آن) به جای مدل اصلی چاپگر است.
نوع تخصصی CE، کپیلاری الکتروفورز میل ترکیبی (ACE)، از فعل و انفعالات اتصال بین مولکولی برای درک برهمکنش های پروتئین-لیگاند استفاده می کند. شرکت‌های داروسازی از ACE به دلایل متعددی استفاده می‌کنند که یکی از اصلی‌ترین آن‌ها ثابت‌های ارتباطی/پیوندی برای داروها و لیگاندها یا داروها و سیستم‌های انتقال خاصی مانند میسل است. این روش به دلیل سادگی، نتایج سریع و استفاده کم از آنالیت، یک تکنیک پرکاربرد است. استفاده از ACE می تواند جزئیات خاصی را در اتصال، جداسازی و تشخیص آنالیت ها ارائه دهد و ثابت شده است که برای مطالعات در علوم زیستی بسیار کاربردی است.کپیلاری الکتروفورز میل ترکیبی مبتنی بر آپتامر برای آنالیز و اصلاح معرف‌های میل ترکیبی خاص استفاده می‌شود. آپتامرهای اصلاح شده به طور ایده آل میل ترکیبی، ویژگی و مقاومت نوکلئازی بالایی را نشان می دهند. رن و همکاران نوکلئوتیدهای اصلاح‌شده را در آپتامرها برای معرفی ویژگی‌های مقابله‌ای جدید و برهمکنش‌های میل ترکیبی بالا از برهم‌کنش‌های آبگریز و قطبی بین IL-1α و آپتامر وارد کرد. هوانگ و همکاران از ACE برای بررسی فعل و انفعالات پروتئین-پروتئین با استفاده از آپتامرها استفاده می کند. یک آپتامر متصل شونده به ترومبین آلفا با 6-کربوکسی فلورسین برای استفاده به عنوان یک پروب فلورسنت انتخابی برچسب‌گذاری شد و برای روشن کردن اطلاعات در مورد مکان‌های اتصال برای برهمکنش‌های پروتئین-پروتئین و پروتئین-DNA مورد مطالعه قرار گرفت.
الکتروفورز مویرگی (CE) به یک روش مهم و مقرون به صرفه برای انجام توالی یابی DNA تبدیل شده است که اطلاعات توالی یابی با توان بالا و دقت بالا را ارائه می دهد. Woolley و Mathies از یک تراشه CE برای تعیین توالی قطعات DNA با دقت 97٪ و سرعت 150 باز در 540 ثانیه استفاده کردند. آنها از یک فرمت برچسب گذاری و تشخیص 4 رنگ برای جمع آوری داده های فلورسنت استفاده کردند. فلورسانس برای مشاهده غلظت هر قسمت از توالی اسید نوکلئیک، A، T، C و G استفاده می‌شود و این پیک‌های غلظتی که از آشکارسازی نمودار می‌شوند برای تعیین توالی DNA استفاده می‌شوند.